# Río Ibáñez, Chile
Río Ibáñez este o comună din provincia General Carrera, regiunea Aisén, Chile, cu o populație de 2.208 locuitori (2012) și o suprafață de 5997,2 km2.